# Psychoda innotabilis
Psychoda innotabilis és una espècie d'insecte dípter pertanyent a la família dels psicòdids.

## Descripció
- La femella fa 0,8 mm de llargària a les antenes (el mascle entre 0,82 i 0,90), mentre que les ales li mesuren 1,4-1,6 de longitud (1,12-1,47 en el mascle) i 0,5-0,6 d'amplada (0,45-0,57 en el cas del mascle).
- Les antenes de la femella i del mascle presenten 15 segments.
- Les femelles de les illes Filipines es diferencien de les de Borneo per tindre una placa subgenital considerablement més ampla i els costats divergents en comptes de paral·lels (tot i que l'estructura interna dels seus respectius aparells reproductors són similars).[2][5]

## Distribució geogràfica
Es troba a Borneo, les illes Filipines (Negros i Mindanao), les illes Ryukyu i Nova Guinea.